# Gheneral Gheșevo, Kărdjali
Gheneral Gheșevo (în bulgară Генерал Гешево) este un sat în comuna Djebel, regiunea Kărdjali,  Bulgaria. 

## Demografie
Componența etnică a satului Gheneral Gheșevo
     Turci (97,7%)
     Nicio identificare (2,29%)
     Altele (0%)
La recensământul din 2011, populația satului Gheneral Gheșevo era de 218 locuitori. Din punct de vedere etnic, majoritatea locuitorilor (97,7%) erau turci. Pentru 2,29% din locuitori nu este cunoscută apartenența etnică.